# Валтер фогт фон Клинген
Валтер фогт фон Клинген (на немски: Walter Vogt von Klingen; † сл. 1209) е благородник от род Клинген от Тургау, Швейцария, фогт на Клинген.
Ок. 1200 г. замъкът Алтенклинген при Виголтинген, югозападно от Констанц в Тургау е престроен на дворец и фамилията живее там до 1395 г.
Фамилията фон Клинген измира през 1395 г. в битката при Земпах като войници на херцог Леополд III Хабсбург.

## Деца
Валтер фон Клинген има с неизвестна жена пет деца:
- Улрих фон Клинген († 21 октомври пр. 1248), фогт на Клинген, женен за Ита фон Тегерфелден († 15 юни ок. 1249)
- Улрих фон Клинген († сл. 1261), фогт на Клинген, женен за Аделхайд († сл. 1247)
- Аделхайд фон Клинген († пр. 1236?), омъжена за Еберхард I фон Валдбург
- Хайнрих фон Клинген († сл. 1219)
- Валтер фон Клинген († сл. 1234)